# Ofeq
Ofeq (hebr. אופק) – seria izraelskich satelitów wywiadowczych. Zostały zbudowane przez Israel Aerospace Industries. Wszystkie wystrzelono na pokładach rakiet Shavit z kosmodromu Palmachim, położonego 10 km na południe od Tel Awiwu w pobliżu miasta Riszon Le Syjon.
Wystrzelenie pierwszego satelity Ofeq 19 września 1988 spowodowało, że Izrael stał się jednym z dziewięciu państw posiadających satelity.

## Charakterystyka
Satelity szpiegowskie serii Ofeq posiadają ultrafioletowe czujniki obrazu, których żywotność wynosi około 1-3 lat. Informacje o ich dokładności są rozbieżne, prawdopodobnie rozdzielczość obrazu wynosi 1,8 metra.
Znajdują się na zmiennych orbitach i codziennie raportują sytuację na Bliskim Wschodzie.

## Historia

### Ofeq 1
Data wystrzelenia: 19 września 1988, 09:32 GMT. Miejsce startu: kosmodrom Palmachim, Izrael. Agencja: Izraelska Agencja Lotów Kosmicznych. Rakieta nośna: Shavit Model LV. Istnieje duże prawdopodobieństwo, że był to satelita szpiegowski. Ważył on 155 kg. Przeprowadzono eksperymenty z energetyką słoneczną, komunikacją w przestrzeni kosmicznej, zweryfikowano sprawność systemów w warunkach nieważkości oraz zebrano dane o warunkach panujących w środowisku kosmicznym i polu magnetycznym Ziemi. Spłonął w atmosferze 14 stycznia 1989.

### Ofeq 2
Data wystrzelenia: 3 kwietnia 1990, 12:02 GMT. Miejsce startu: kosmodrom Palmachim, Izrael. Agencja: Izraelska Agencja Lotów Kosmicznych. Rakieta nośna: Shavit Model LV. Istnieje duże prawdopodobieństwo, że był to satelita szpiegowski. Ważył on 160 kg. Przeprowadzono eksperymenty z komunikacją w przestrzeni kosmicznej. Spłonął w atmosferze 9 lipca 1990.

### Ofeq 3
Satelita szpiegowski Ofeq 3 został wystrzelony 5 kwietnia 1995 o 11:16 GMT. Ważył 189 kg. Był to pierwszy w pełni sprawny izraelski satelita szpiegowski. Spłonął w atmosferze 24 października 2000.

### Ofeq 4
Satelita szpiegowski Ofeq 4 został wystrzelony 22 stycznia 1998 o 12:56 GMT. Nie osiągnął orbity i spadł do Morza Śródziemnego.

### Ofeq 5
Satelita szpiegowski Ofeq 5 został wystrzelony 28 maja 2002 o 15:25 GMT. Waży 300 kg.

### Ofeq 6
Satelita szpiegowski Ofeq 6 został wystrzelony 6 września 2004. Ważył 300 kg. Nie osiągnął orbity i spadł do morza.

### Ofeq 7
Satelita Ofeq 7 został wystrzelony 10 czerwca 2007 o 23:40 GMT. Jego masa wynosi 300 kg, a spodziewany czas życia to 5 lat.

### Ofeq 8
Początkowo oznaczenie to zostało oficjalnie pominięte, gdyż ósmym rządowym izraelskim satelitą został TecSAR (znany też jako TechSAR lub Polaris), wystrzelony 21 stycznia 2008 z indyjskiego kosmodromu Sriharikota i wyposażony w radar z syntetyczną aperturą. Tuż przed startem satelity Ofeq 9, TecSAR otrzymał oznaczenie Ofeq 8.

### Ofeq 9
Satelita Ofeq 9 został wystrzelony 22 czerwca 2010 o 19:00 GMT. Waży 189 kg.

### Ofeq 10
Satelita Ofeq 10 został wystrzelony 9 kwietnia 2014 o 19:06 GMT. 